# Задорожнє (Лозівський район)
Задоро́жнє — село в Україні, у Лозівському районі Харківської області. Населення становить 87 осіб. Входить до складу Біляївської селищної громади.

## Населення

### Мова
Розподіл населення за рідною мовою за даними :
| Мова       | Кількість | Відсоток |
| ---------- | --------- | -------- |
| російська  | 53        | 60.92%   |
| українська | 34        | 39.08%   |
| Усього     | 87        | 100%     |

## Географія
Село Задорожнє примикає до сіл Красне і Червоне. Поруч із селом протікає пересихаючий струмок з декількома загатами. Поруч проходять автомобільна дорога Т 2107 і залізниця, найближча станція Берека за 1,5 км.

## Історія
- 12 червня 2020 року, відповідно до Розпорядження Кабінету Міністрів України  № 725-р «Про визначення адміністративних центрів та затвердження територій територіальних громад Харківської області», увійшло до складу Біляївської селищної громади[2].
- 19 липня 2020 року, в результаті адміністративно - територіальної реформи та ліквідації Первомайського району, село увійшло до складу Лозівського району Харківської області[3].

## Економіка
- ТОВ «ТРАНСАВТО».
- ТОВ «ГАЛЕНІКА».
- ТОВ Спеціалізований виробничий комплекс «Укрспецекологія».

## Об'єкти соціальної сфери
- Школа.